# Back to You (canción de Louis Tomlinson)
«Back to You» es una canción grabada por el cantante británico Louis Tomlinson en colaboración con la cantante estadounidense Bebe Rexha y el disc-jockey británico Digital Farm Animals. La canción fue anunciada el 24 de junio de 2017 en la cuenta de Twitter de Tomlinson. La salida del sencillo (junto con el video musical), fue el 21 de julio de 2017.

## Antecedentes
La especulación de una colaboración entre Tomlinson y Rexha comenzó en marzo de 2017, cuando los dos comenzaron a interactuar en las redes sociales. En febrero de 2017, Digital Farm Animals confirmó que había grabado una canción con Tomlinson recientemente.
Back to You es el segundo single solo de Louis Tomlinson después del descando de los escenarios del grupo One Direction. La canción se rumoreó que estaría incluida en su álbum de estudio debut, que lanzó el 31 de enero de 2020, pero finalmente no fue así. 
El 26 de junio, se anunció a través de dos tuits consecutivos de Tomlinson que la canción sería lanzada a finales de julio. Tres días después se anunció la salida de Back To You para el 21 de julio.

## Composición
Back To You cuenta con arreglos a piano y una melodía mid-tempo. Líricamente la canción trata sobre una relación sentimental inestable en donde la pareja constantemente vuelven a estar juntos y luego vuelven a separarse nuevamente. Tomlinson declaró sobre su composición:
- "Esta canción destaca para mí de entre todo lo que he escrito. Es muy mínimo en su producción; es un tema que, incluso melódicamente, es muy diferente a algo que normalmente haría."[6]

El 17 de julio de 2017, Bebe Rexha se detuvo para hablar con radios inglesas sobre su muy esperada colaboración con Louis Tomlinson. Bebe reveló que los artistas rara vez se encuentran o incluso hablan entre sí antes de contribuir con su vocales en una colaboración musical. Ella aseguró que con Tomlinson, el proceso fue muy acogedor. Cuando Rexha escuchó por primera vez "Back to You", sabía que tenía que formar parte de ella. 
- "Ellos me lo enviaron y yo estaba como ¿qué es esto? ¡Es tan fresco y divertido!. Desde el primer segundo entró el ritmo, yo estaba como ¡esta es la cosa más adictiva del mundo!. Es tan genial, es tan diferente." comentó la cantante.[7]

## Recepción de la crítica
Mike Wass, de Idolator, portal en línea dedicado a la música, escribió en su reseña: "En cuanto a las ofertas en solitario de One Direction, esta es bastante sólida".
Mark Savage, de BBC Music, describió la canción como una "mezcla de pop".
En Entertainment Weekly, Ariana Bacle lo llamó "una mezcla de sonidos infecciosa".
Amnplify comentó al respecto: "La melodía lenta y sensual de la pista combina las dos voces de los artistas juntos exquisitamente. La guerra lírica entre los amantes opuestos complementa perfectamente sus potenciales vocales con la naturaleza de las letras que demuestran ser bastante relacionables con cualquiera que tenga dificultades experimentadas en una relación. Los dos artistas exploran los temas de la angustia y la lucha sin esfuerzo, ya que luchar contra el impulso de volver a los demás en este dúo de pop suave que está destinado a ser un éxito."
The Gryphon simplemente dijo: "Este es el autentico Louis, en su salsa"

## Posicionamiento en listas
| Lista (2017)                          | Mejor posición |
| ------------------------------------- | -------------- |
| Alemania (Official German Charts)     | 51             |
| Australia (ARIA)                      | 11             |
| Austria (Ö3 Austria Top 40)           | 21             |
| Bélgica (Ultratop)                    | 48             |
| Canadá (Canadian Hot 100)             | 33             |
| España (PROMUSICAE)                   | 7              |
| Francia (SNEP)                        | 19             |
| Hungría (Rádiós Top 40)               | 12             |
| Irlanda (IRMA)                        | 11             |
| Italia (FIMI)                         | 52             |
| Países Bajos (Mega Single Top 100)    | 22             |
| Nueva Zelanda (Recorded Music NZ)     | 12             |
| Reino Unido (Official Charts Company) | 8              |
| Suecia (Sverigetopplistan)            | 38             |

## Certificaciones
| País           | Organismo certificador | Certificación | Ventas certificadas | Ref.   |
| -------------- | ---------------------- | ------------- | ------------------- | ------ |
| México         | AMPROFON               | 2× Platino    | 180 000             | [ 13 ] |
| Australia      | ARIA                   | 3x Platino    | 210 000             |        |
| Bélgica        | BEA                    | Oro           | 10 000              |        |
| Canadá         | Music Canada           | Platino       | 80 000              |        |
| Estados Unidos | RIAA                   | Platino       | 1 000               |        |
| Italia         | FIMI                   | Oro           | 25 000              |        |
| México         | AMPROFON               | 2x Platino    | 120 000             | [ 14 ] |
| Noruega        | IFPI Noruega           | Platino       | 60 000              |        |
| Nueva Zelanda  | RMNZ                   | Oro           | 15 000              |        |
| Polonia        | ZPAV                   | Oro           | 10 000              |        |
| Reino Unido    | BPI                    | Platino       | 600 000             |        |
| Suecia         | GLF                    | Oro           | 20 000              |        |

## Historial de lanzamiento
| Región         | Fecha               | Formato                    | Discográfica       |
| -------------- | ------------------- | -------------------------- | ------------------ |
| Mundial        | 21 de julio de 2017 | Descarga digital Streaming | Triple String Epic |
| Italia         | 21 de julio de 2017 | Contemporary hit radio     | Sony               |
| Estados Unidos | 25 de julio de 2017 | Contemporary hit radio     | Epic               |